# Bygde sten
Bygde sten är ett landmärke i form av en sprucken klipphäll beläget på Englandsskäret utanför Dalkarlså i Bygdeå socken. Enligt traditioner, upptecknade på 1600-talet, ska ryssar och kareler i Republiken Novgorod på medeltiden ha betraktat Bygde sten som ett gränsmärke mot det svenska riket. Bakgrunden till traditionerna är dels att Bygdeå socken i början av 1300-talet var den nordligaste vid Norrlandskusten, dels att Nöteborgstraktaten från 1323 var tvetydig i fråga om gränsens dragning mellan de båda rikena. År 1695 framhölls Bygde sten som det enda fornminne som var värt att omnämna från nordligaste Sverige.

## Traditioner
På 1600-talet nedtecknades traditioner enligt vilka ryssarna skulle ha ansett Bygde sten vara ett gränsmärke mot det svenska riket. Den äldsta kända nedteckningen gjordes av Johannes Bureus 1600. Enligt berättelsen skulle ryssarna ha kommit med båt nedför Ule älv på nuvarande finska sidan och fortsatt över till Bygdeå. Där tog de till fånga en herdepojke som de lät spela på lur. Herden tutade då, som han blivit lärd "Ryssan ä här, ryssan är här, de taga mitt fä" och folket i bygden kom till undsättning och dräpte ryssarna. Som ett minne av händelsen högg svenskarna in ett märke i stenen. Enligt Bureus hävdade ryssarna senare att det var deras gränsmärke. Från 1695 finns en annan beskrivning i vilken det uppges ha varit ryssarna som ristade på Bygde sten. Inga ristningar kan numera återfinnas på klippan.

## Historisk bakgrund
Av de två äldsta historiska dokumenten från Västerbotten, sexårsgärden från 1314 och Hälsingelagen som nedtecknades vid ungefär samma tid, framgår att Bygdeå var den nordligaste socknen vid Norrlandskusten. De som var bosatta här behövde inte delta i det svenska rikets krigståg utan skulle värja sitt land hemma. Nils Ahnlund tolkar detta som att trakten var utsatt för hot från de ryska karelernas sida.
Nöteborgstraktaten, som 1323 undertecknades av den svenske kungen Magnus Eriksson och Republiken Novgorod, avsåg att för första gången fastställa en gräns mellan de båda rikena. I traktattexten uppräknas ett antal gränsmärken, från Systerbäck på Karelska näset och vidare åt nordväst. Gränsens slutpunkt var dock tvetydig och benämndes på olika sätt i olika versioner av traktattexten, på svenska "nor i haffuit", på ryska "Kajano more" och på latin "Helsingh haff". En del historiker velat förlägga slutpunkten vid Bottenhavet, andra vid Vita havet.
Om detta rådde osäkerhet redan vid den aktuella tiden. Kung Magnus utfärdade 1324 ett privilegiebrev enligt vilket landet mellan Skellefte älv och Ule älv (som mynnar vid Uleåborg i nuvarande Finland) uppläts till odling och bebyggelse. Han tycks således ha menat att området var svenskt. År 1490 anföll emellertid ryska kareler Österbotten och hävdade då att deras gräns gick från Hanhikivi sten vid utloppet av bäcken Pyhäjoki på östra sidan över till Bjuröklubb på västra sidan. Hela Bottenviksområdet skulle alltså vara ryskt. Bygde sten inskriver sig i denna tradition om ett ryskt gränsmärke på västra sidan om Bottenviken, även om den ligger drygt sex mil söder om Bjuröklubb.

## Västerbottens äldsta fornlämning
Inför arbetet med verket Suecia antiqua et hodierna insamlades bland annat information om fornminnen ute i landet. I rapporten om Västerbottens län från fortifikationslöjtnanten Wollmar Gustaff Läw 1695 framhålls Bygde sten som det enda fornminne som var värt att nämna. Han tecknade också av den ristning som då fortfarande ska ha varit synlig på klippan.